# ماتياس ألازيا
ماتياس ألازيا (بالإسبانية: Matías Alasia)‏ (ولد في 7 مايو 1985 في كورال دي بوستوس، الأرجنتين) وهو لاعب كرة قدم أرجنتيني يلعب حاليا كحارس مرمى ل‍نادي كيبوليتي.

## وصلات خارجية
- ماتياس ألازيا على موقع قاعدة بيانات كرة القدم.إي يو (الإنجليزية)
- ماتياس ألازيا على موقع Soccerway.com (الإنجليزية)

- Profile at BDFA Profile at (بالإسبانية)
- Profile at Soccerway Profile at (بالإسبانية)